# Morró de canari
El morró, morrons, morrellons o morrons de canari (Stellaria media). És una planta considerada com una mala herba, per bé que n'hi ha que la mengen crua en amanides. Tanmateix, i com ho indica de sobres el nom, tradicionalment s'han utilitzat les llavors d'aquesta planta per a alimentar els canaris, les caderneres, els pinsans i altres ocells petits de gàbia. L'aviram casolà tampoc no les menysprea, d'aquí les designacions picapoll i picagallina, que indiquen que tant als polls com a les gallines els agrada menjar-ne. Pertany a la família Caryophyllaceae (la família del clavell) i dins la tribu Alsineae.
També rep els noms de borrissol (a l'Empordà), morrons blancs, morruts (Tarragona), morelló (al Rosselló), mossegada de gallina, tinya, picapoll o picagallina i ocellera a Catalunya, morrons al País Valencià i saginera a Mallorca. En altres indrets del domini lingüístic català també hi rep els noms de llapó, herba d'ocells o herba de caderneres.

## Morfologia

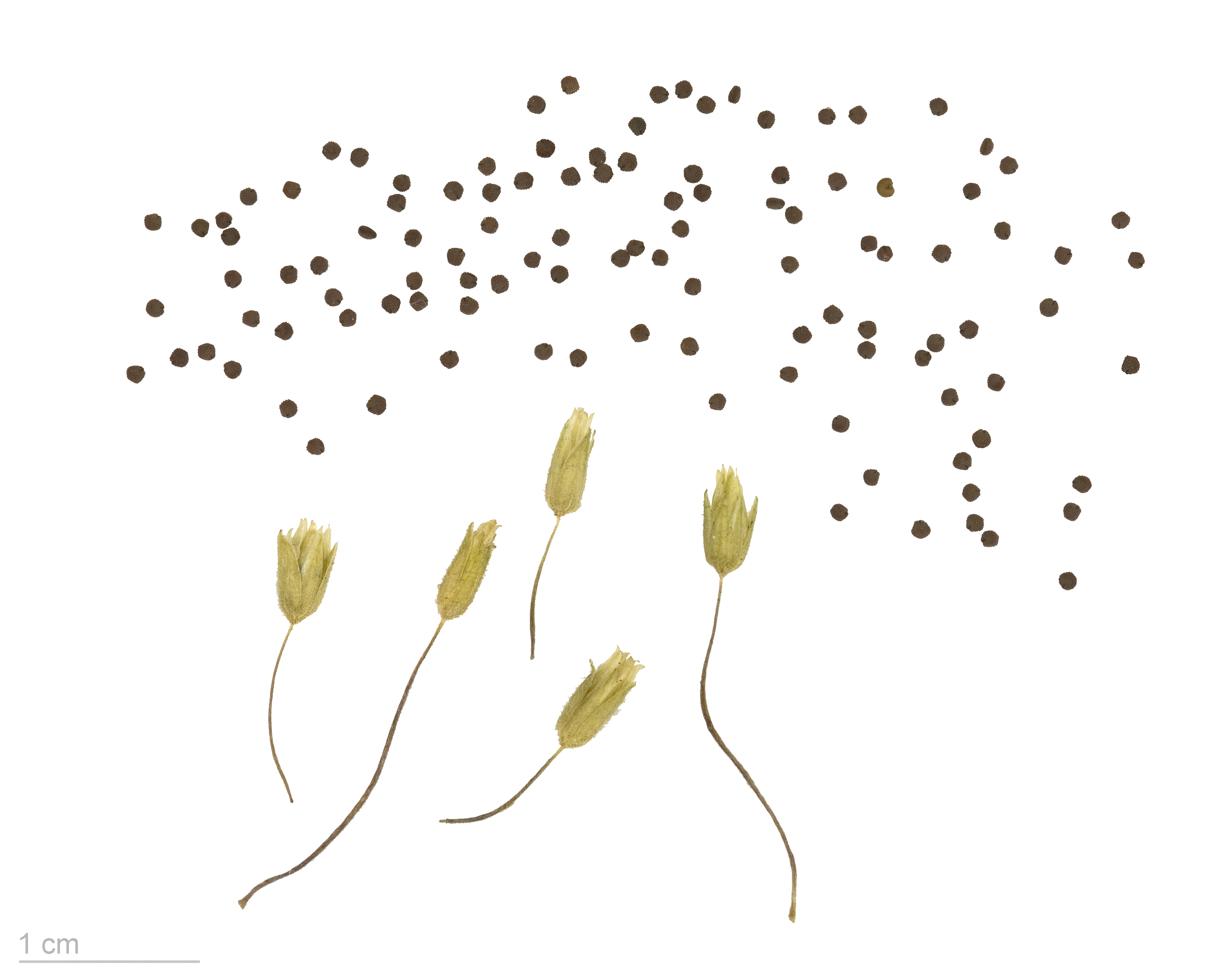
Stellaria media

És una herba erecta o ascendent amb fulles oposades, agudes i sense pèls. Les tiges són cilíndriques i tenen una línia longitudinal de pèls, que és útil per distingir aquesta espècie d'altres de semblants del mateix gènere.
Les flors, situades sobre llargs peduncles, són hermafrodites, amb calze amb sèpals lliures i corol·la blanca de cinc pètals profundament dividits, de manera que els cinc pètals gairebé semblen ser-ne deu. La forma de petits estels blancs que tenen les seves flors han donat nom al gènere (Stellaria). Fruit en càpsula. No sol fer més de 40 cm d'alçada.

## Distribució
És de distribució cosmopolita. És general als Països Catalans en l'època menys càlida de l'any. La subespècie media és molt comuna a tot el territori des del nivell del mar fins als 2.000 m d'altura. Molt més rares però també presents hi ha les subespècies major i pallida, si bé aquesta darrera algunes fonts la consideren una espècie separada (Stellaria pallida).
Es fa en llocs alterats com ara camps conreats i vores de camins.

## Danys i control
És una planta invasora però fàcil d'eliminar amb llaurades malgrat que les llavors asseguren una nova reinfestació. Aquesta mala herba no suporta la secada ni la calor forta de l'estiu. Normalment apareix des de la tardor a la primavera. És sensible als herbicides en general.